# کریشل استوز
ترینا کریشل استوز (انگلیسی: Terrina Chrishell Stause؛ زادهٔ ۲۱ ژوئیهٔ ۱۹۸۱) بازیگر و مشاور املاک و مستغلات اهل ایالات متحده آمریکا است. وی از سال ۲۰۰۳ میلادی تاکنون مشغول فعالیت بوده است و فعالیت حرفه‌ای خود را با بازی در نقش آماندا دیلون در مجموعه تلویزیونی «همه فرزندان من» (۲۰۰۵–۲۰۱۱) آغاز کرد. او از سال ۲۰۱۳ تا ۲۰۱۵ در نقش جردن ریج‌وی در مجموعه تلویزیونی روزهای زندگی ما بازی کرد. استوز برای این نقش، نامزد دریافت جایزه روزانه امی برای بهترین بازیگر مهمان در یک سریال درام در سال ۲۰۲۰ شد.

## زندگی شخصی
استوز در ۲۱ ژوئیه ۱۹۸۱ در درافنویل، کنتاکی متولد شد. او در دانشگاه ایالتی موری تحصیل کرد و در سال ۲۰۰۳ مدرک لیسانس خود را در رشته تئاتر دریافت کرد. نام میانی او «کریشل» یک کلمه مرکب است که بر اساس شرایط خاص تولدش ایجاد شده است: مادرش در ایستگاه شل یو‌اس‌ای درد زایمان گرفت و یک پرستار به نام کریش در وضع حمل، به او کمک کرد. با این حال، استوز در کتاب خود شایعات مربوط به تولدش را تکذیب می‌کند. او اشاره کرده که ماشین مادرش که در حال رفتن به بیمارستان بوده دچار مشکل می‌شود که مجبور می‌شود در یک پمپ بنزین میان راهی توقف کند. در حالی که در پمپ بنزین منتظر درست شدن ماشینش بوده دچار درد زایمان می‌شود که در نهایت او را سریع به بیمارستان می‌رسانند و استوز در بیمارستان به دنیا می‌آید. مادرش پیش از آنکه بداند باردار است، از پدر بیولوژیکی کریشل که ژاپنی-اسپانیایی بوده، جدا شد. استوز زندگی سختی را در کودکی تجربه کرد، یک سال کامل از تحصیل در مدرسه جا ماند زیرا بخاطر شرایط خاص زندگی مجبور بود در چادر زندگی کند. او اشاره کرده که در آن زمان، موهایش در رودخانه می‌شست و از کوپن غذا استفاده می‌کرد و بخاطر خجالت‌زدگی مجبور بوده سبک زندگی‌اش را از همکلاسی‌هایش مخفی کند. والدین او «با اعتیاد و سلامت روان دست و پنجه نرم می‌کردند». مادر وی هرگز شغل ثابتی نداشت و استوز او را فردی آزادمنش توصیف می‌کند.

## حرفه

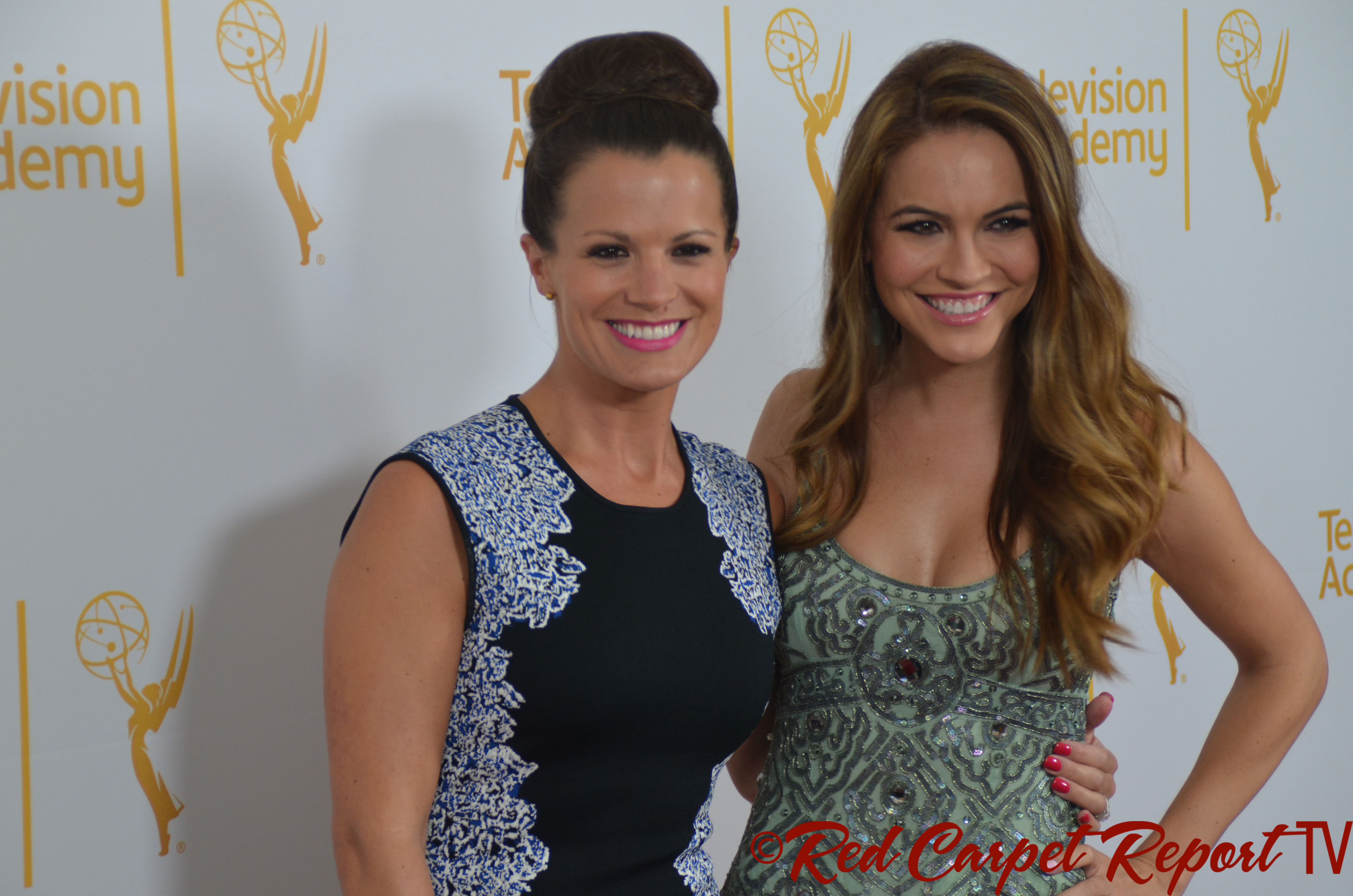
ملیسا کلیر ایگن و کریشل استوز در مراسم جوایز روزانه امی سال ۲۰۱۴

در سال ۲۰۰۵، استوز برای بازی در نقش آماندا دیلون در مجموعه تلویزیونی «همه فرزندان من» از شبکه ای‌بی‌سی انتخاب شد،  نقش آماندا پیش از این توسط الکسیس مانتا به تصویر کشیده شده بود. استوز در طول دوران فعالیتش در سریال‌های تلویزیونی، در فیلم‌های «ترساندن ماهی» (۲۰۰۸) و «ماسک سرخ» (۲۰۰۹) نیز بازی کرد. پس از این برنامه، استوز اولین حضور تلویزیونی خود را با بازی در فصل دوم سریال کمدی-درام بدن مدرک تجربه کرد. او عضو گروه بداهه‌نوازی «گراندلینگز» در لس‌آنجلس نیز بوده است.
در آوریل ۲۰۱۳، اعلام شد که استوز به جمع بازیگران مجموعه تلویزیونی روزهای زندگی ما پیوسته است. در آن مجموعه او نقش جردن ریج‌وی را به تصویر کشید. در ۲۴ اکتبر ۲۰۱۴ اعلام شد که استوز در سال ۲۰۱۵ این سریال را ترک خواهد کرد. پس از ترک موقت مجموعه در سال ۲۰۱۸ هم اعلام شد که استوز دوباره این نقش را بازی می‌کند و پخش آن از فوریه ۲۰۱۹ آغاز خواهد شد. وی در چهل و هفتمین دوره جوایز روزانه امی، نامزد دریافت جایزه بهترین بازیگر مهمان در سریال درام شد.

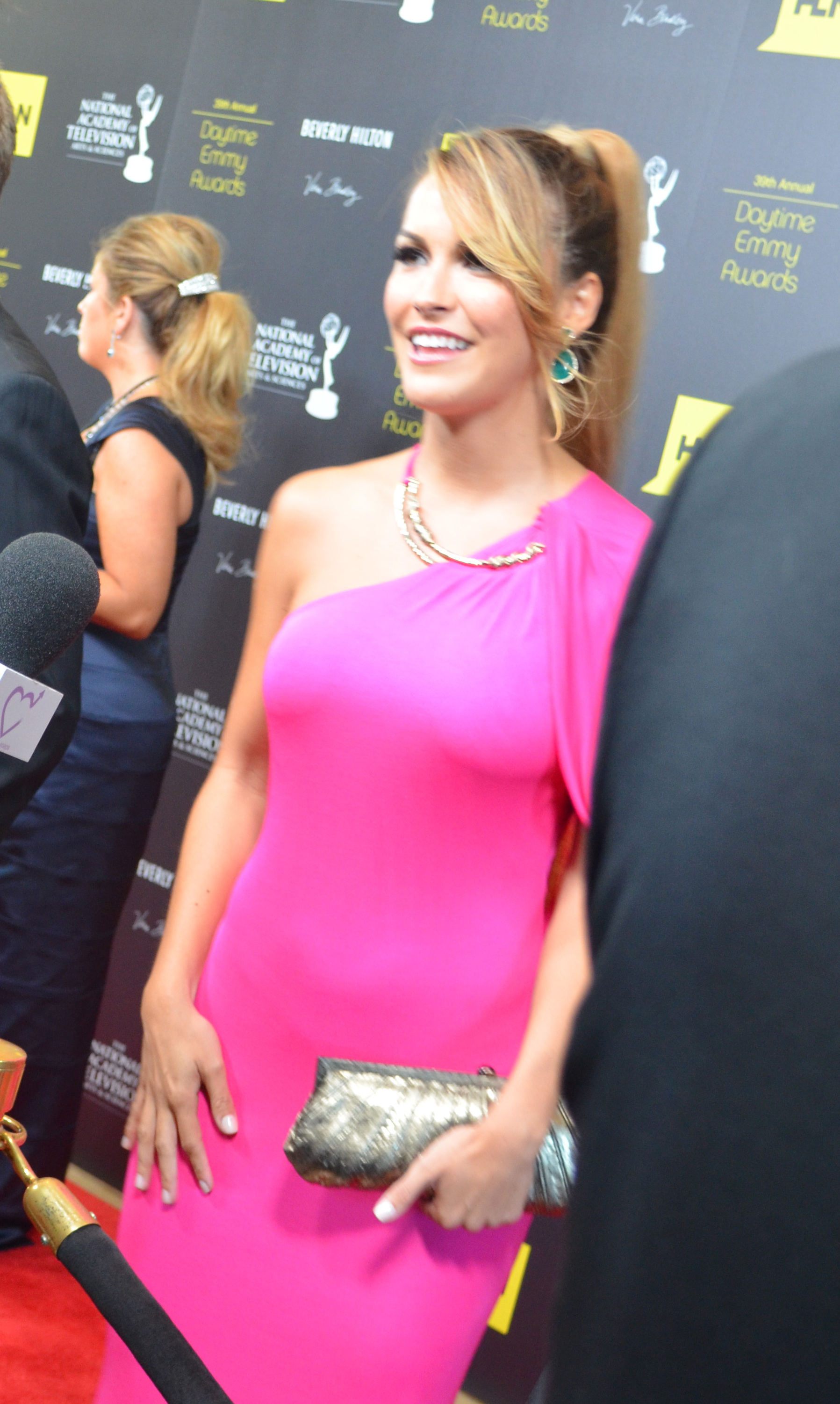
استوز در مراسم جوایز امی دی‌تایم سال ۲۰۱۲

استوز علاوه بر حرفه بازیگری، در زمینه املاک و مستغلات نیز فعالیت دارد. آثار او در یک برنامه تلویزیونی واقع‌نمای نتفلیکس با تمرکز بر گروه اوپنهایم که یک کارگزاری املاک و مستغلات است و در زمینه خرید و فروش خانه‌های لوکس  لس‌آنجلس فعالیت می‌کند، به نمایش گذاشته شد.
وی در سال ۲۰۱۹ نقش اصلی فیلم «قتل صحنه‌سازی شده» را بازی کرد. در ۲ سپتامبر ۲۰۲۰، استوز به عنوان یکی از سلبریتی‌های حاضر در بیست و نهمین فصل برنامه رقص با ستارگان معرفی شد. اما در هفته هشتم مسابقات حذف شد و مقام هشتم را کسب کرد.
در ماه مه ۲۰۲۴ اعلام شد که استوز در نقش یاسمین شیلدز به جمع بازیگران مجموعه تلویزیونی همسایگان پیوسته است.

## فیلم‌شناسی
| سال                        | عنوان                             | نقش          | یادداشت‌ها                      |
| -------------------------- | --------------------------------- | ------------ | ------------------------------ |
| ۲۰۰۵–۲۰۱۱                  | همه فرزندان من                    | آماندا دیلون | مجموعه تلویزیونی               |
| ۲۰۰۸                       | ترساندن ماهی‌ها                    | روبینو       |                                |
| ۲۰۰۹                       | ماسک سرخ                          | جولز         |                                |
| ۲۰۱۱                       | بدن مدرک                          | جستن بفت     | قسمت: "شماره ات بالاست"        |
| ۲۰۱۲                       | گرم و ناراحت                      | پایتون       | فیلم کوتاه                     |
| ۲۰۱۳–۲۰۱۵, ۲۰۱۹–۲۰۲۱, ۲۰۲۳ | روزهای زندگی ما                   | جردن ریج‌وی   |                                |
| ۲۰۱۴                       | در همین حال...                    | دختر مهمان   | قسمت: "بنانا سلگ چيست؟"        |
| ۲۰۱۵–۲۰۱۶                  | غفلت جوانان                       | زوی ميلر     | مجموعه تلویزیونی               |
| ۲۰۱۵                       | گمراه شده                         | کریشل        | قسمت: "مثلا"                   |
| ۲۰۱۵                       | زمان دیگری                        | جولیا پرکتور |                                |
| ۲۰۱۵                       | عاشقانه                           | زن یوگا      | قسمت: "تریسوم"                 |
| ۲۰۱۶                       | جوان و بی‌قرار                     | بتنی براینت  | نقش تکراری                     |
| ۲۰۱۸                       | ربوده شده                         | لیلی         |                                |
| ۲۰۱۹ تا حال                | فروش غروب آفتاب                   | خودش         | بازیگران اصلی                  |
| ۲۰۱۹                       | قاتل در صحنه                      | نائومی       |                                |
| ۲۰۲۰                       | رقص با ستارگان                    | خودش         | مسابقه دهنده فصل ۲۹            |
| ۲۰۲۲                       | امپراتوری بلینگ                   | خودش         | قسمت: "Crash and Burn"         |
| ۲۰۲۳                       | گل رز برای قبرش: داستان راندی روث | لوری         | فیلم                           |
| ۲۰۲۳                       | کلمه L: نسل Q                     | خودش         | قسمت: "به جلو نگاه کردن"       |
| ۲۰۲۳                       | کیک هست؟                          | خودش         | قسمت: "همه چیز کیک است!"       |
| ۲۰۲۳                       | تو نباید اینجا باشی               | زوی          | فیلم                           |
| ۲۰۲۴                       | جنگ غذا                           | خودش         | قسمت: "مبارزه ستاره های واقعی" |
| ۲۰۲۴                       | گرم و سرد                         |              | کامیو                          |
| ۲۰۲۴–۲۰۲۵                  | همسایگان                          | یاسمین شیلدز | نقش مهمان؛ ۱۶ قسمت             |
| ۲۰۲۵                       | خیانت کنندگان                     | خودش         |                                |